# Tomás de Montagu
Tomás de Montagu (también Monteagudo, Montacute, Montag o Montague), fue un noble y militar inglés durante los reinados de Enrique IV, Enrique V y Enrique VI de Inglaterra. Se destacó en la batalla de Agincourt, crucial para la Guerra de los Cien Años y en la batalla de Cravant.

## Infancia y juventud
Nació Tomás en 1388, hijo de Juan, tercer conde de Salisbury. Cuando el joven tenía solo 12 años, Enrique IV de Inglaterra hizo asesinar al anterior rey (Ricardo II) y usurpó el trono real. Juan de Salisbury, como amigo y funcionario de Ricardo, se resistió al despojo, pero fue encarcelado, procesado y hecho ejecutar por Enrique en 1400. Sin embargo, el joven nuevo conde no parece haber guardado rencor contra los asesinos de su padre, que lo galardonaron con la Orden de la Jarretera.
Elevado al condado de Salisbury por este avatar de la política, Tomás fue llamado para formar parte del parlamento en 1409, alcanzando plenos poderes como lord en 1421.

## Campañas militares
Tomás participó de la campaña de Enrique V contra Francia desde su mero principio. En 1415 embarcó con el ejército inglés hacia Harfleur, acompañado de 40 hombres de armas de su condado y 80 arqueros montados. Luchó en el sitio de aquella ciudad fortificada y luego combatió con valentía en Agincourt, de la que se retiró victorioso e ileso.
Al año siguiente regresó (siempre a las órdenes de Enrique) para luchar en la segunda batalla de Harfleur (que esta vez fue un combate naval). Sus virtudes de soldado le valieron un comando en jefe para la campaña siguiente (Maine, 1421), a tal punto que, cuando al año siguiente Enrique V regresó a Inglaterra, Montagu permaneció en Francia como segundo al mando de Tomás, duque de Clarence, hermano menor del joven rey. 
El 21 de marzo Clarence fue derrotado en Baugé. En el momento más crítico de la batalla, Tomás de Montagu apareció en el campo de batalla comandando sus compañías de arqueros, demasiado tarde para salvar al ejército del duque pero a tiempo para hacerse cargo del penoso deber de recuperar los cuerpos y organizar la retirada, evitando de este modo una persecución y caza de los sobrevivientes que pudo haber terminado en una espantosa matanza.[cita requerida]
Los numerosos éxitos de Tomás le valieron ser ascendido a comandante en jefe de las fuerzas acantonadas en Francia luego de la muerte de Enrique V, cargo en el cual completó y culminó la reconquista de Champaña para la corona de Londres y lo catapultó a altos nombramientos castrenses en los frentes de Normandía y Maine.

## La muerte de Salisbury
Un año después de haber sido repelido en el asedio de Montargis, el conde de Salisbury regresó a Francia, desembarcando con 5000 tropas inglesas (y un gran número de cañones y armas de asedio) en Calais en junio de 1428. El duque de Bedford agregó a la expedición 4000 hombres extraídos de diferentes guarniciones normandas y su ejército marchó para retomar Chartres y cuatro pueblos cercanos en agosto de 1428. También fue capturada la aldea de Janville, cuyo castillo resistió una semana de asedio.
Una vez que llegó al Loira, Montagu se dispuso a conquistar las pequeñas ciudades cercanas a Orleans. De esta manera capturó Meung (capturado el 8 de agosto), Beaugency (25 de septiembre) y Jargeau (10 de octubre). Por último bombardeó las Tourelles (les Tourelles), una fortificación compuesta por dos torres que resguardaban el puente que cruzaba el Loira al sur de Orleans y que permitía el libre paso entre Orleans y los territorios franceses al sur. Tras una semana de bombardeo, Salisbury ordenó un asalto general sobre la fortaleza. A este respecto, dice un cronista:

Fueron hechas muchas proezas y hazañas de armas tanto en un bando como de otro.

Al final los ingleses fueron repelidos, pero la fortaleza había quedado muy dañada y muchos hombres habían muerto, así que los soldados franceses, bajo el mando de un capitán llamado Raúl de Gaucourt, decidieron replegarse hacia la ciudad, no sin antes destruir el puente que conectaba a las Tourelles con la ciudad de Orleans.
Esa misma tarde, una vez que los ingleses tomaron las Tourelles, Salisbury subió con algunos capitanes a la fortaleza para observar la ciudad desde una tronera. La guarnición de Orleans estaba bombardeando las Tourelles para castigar a los ingleses que allí estaban apostados. Cuando el conde se asomó por la tronera, una bala de cañón lo alcanzó, causándole heridas tan graves que a los tres días murió.

En la ciudad la noticia se recibió con mucha alegría, y muchas personas estimaron que fue la mano de Dios la que dirigió esa bala tan afortunada, ya que (Salisbury) no se reservó de entrar (y saquear) iglesias y monasterios siempre que pudo. Lo que naturalmente nos lleva a pensar que sus días fueron acortados por la venganza del Señor.

La muerte de Salisbury parece haber paralizado a los ingleses. Nadie fue asignado como su reemplazo y, después de no hacer nada durante dos semanas, el 8 de noviembre la fuerza principal inglesa se dividió y se retiró a Meung y Jargeau. Quinientos hombres quedaron en las Tourelles, bajo el mando de William de la Pole.
Todos los cronistas concuerdan en reputar a Tomás Montagu como el más capaz y dotado jefe militar inglés posterior a la muerte de Enrique V.

## Matrimonios y descendencia
Se casó dos veces, primero con Leonor Holland y después con Alicia Chaucer, hija de Thomas Chaucer y nieta de Geoffrey Chaucer. Vivieron en Bisham Manor, en Berkshire. Su única hija legítima fue producto de su primer matrimonio, se llamó Alicia y se casó con Richard Neville. Neville sucedió a su padre político como Conde de Salisbury.

## Nota
1. ↑  Jollois, Historie du siege d'Orleans
2. ↑  Journal du siege d'Orleans